# Kuźnia Raciborska (gmina)
Kuźnia Raciborska (daw. gmina Raciborska Kuźnia) – gmina miejsko-wiejska w Polsce z siedzibą w miejscowości Kuźnia Raciborska, wchodząca w skład powiatu raciborskiego w województwie śląskim. W latach 1975–1998 gmina administracyjnie należała do województwa katowickiego.
Gmina Kuźnia Raciborska leży w górnym biegu Odry oraz nad jej prawym dopływem Rudą, swym zasięgiem obejmuje obszar Kotliny Raciborskiej oraz północno-zachodniej części Płaskowyżu Rybnickiego, należącego do Wyżyny Śląskiej. Znajduje się w granicach Parku Krajobrazowego Cysterskie Kompozycje Krajobrazowe Rud Wielkich utworzonego w 1993 roku.
Od 2005 roku gmina należy do Związku Subregionu Zachodniego.
Według danych z 31 grudnia 2019 roku gminę zamieszkiwało 11 768 osób.

## Struktura powierzchni
Według danych z roku 2002 gmina Kuźnia Raciborska ma obszar 126,84 km², w tym:
- użytki rolne: 18%
- użytki leśne: 73%

Gmina stanowi 23,32% powierzchni powiatu.

## Ludność i demografia
Według danych z 30 czerwca 2016 r. gminę zamieszkiwały 11 904 osoby.
Według danych podawanych przez Powiatowy Urząd Pracy w Raciborzu, na dzień 30 kwietnia 2020 r. bez pracy pozostawało 206 mieszkańców gminy Kuźnia Raciborska (o 6 więcej niż na koniec poprzedniego miesiąca).
Dane demograficzne z 30 czerwca 2004 r.::
| Opis                              | Ogółem | Ogółem | Kobiety | Kobiety | Mężczyźni | Mężczyźni |
| --------------------------------- | ------ | ------ | ------- | ------- | --------- | --------- |
| jednostka                         | osób   | %      | osób    | %       | osób      | %         |
| populacja                         | 12 283 | 100    | 6153    | 50,10   | 6130      | 49,9      |
| gęstość zaludnienia (mieszk./km²) | 96,8   | 96,8   | 48,5    | 48,5    | 48,3      | 48,3      |

Piramida wieku mieszkańców gminy Kuźnia Raciborska w 2014 roku".

## Sołectwa

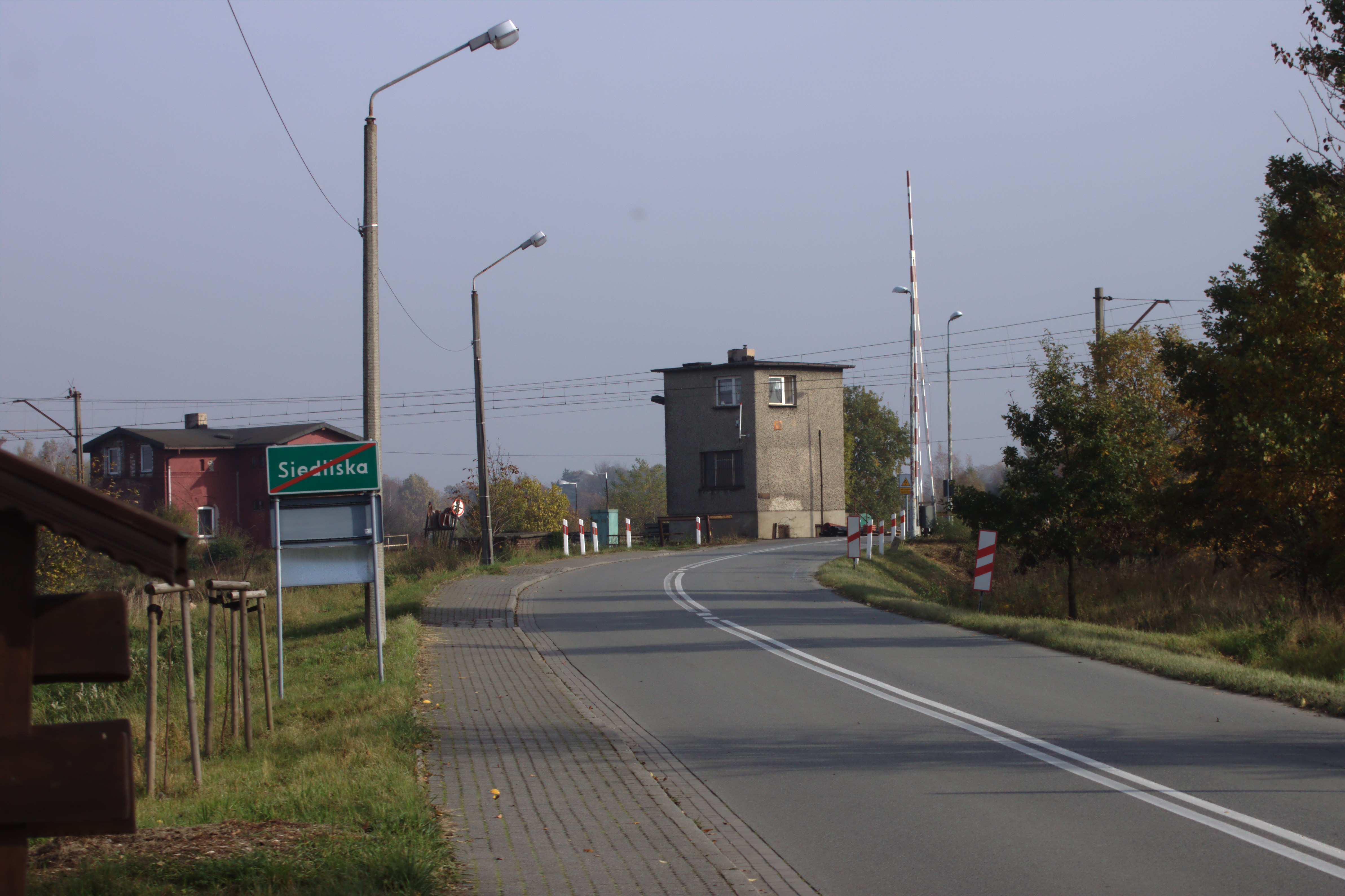
Siedliska

W wyniku reformy administracyjnej z 1999 r. gminę Kuźnia Raciborska tworzą miasto Kuźnia Raciborska (z jednostkami pomocniczymi Stara Kuźnia i Osiedle Nr 1) oraz sołectwa Turze, Siedliska, Budziska, Ruda, Jankowice, Ruda Kozielska, Rudy (wraz z przysiółkami Biały Dwór, Brantolka, Kolonia Renerowska, Paproć, Podbiała, Przerycie, Szybki).

## Jednostki organizacyjne
Na terenie gminy Kuźnia Raciborska pod rządami władz lokalnych znajdują się trzy przedszkola, dwie szkoły podstawowe oraz inne instytucje publiczne, w tym kulturalne:
- Miejska Biblioteka Publiczna z główną siedzibą w Kuźni Raciborskiej oraz filiami w Rudach i Turzu[11]
- Miejski Ośrodek Kultury, Sportu i Rekreacji w Kuźni Raciborskiej wraz z świetlicami wiejskimi w Budziskach, Jankowicach, Rudzie, Rudzie Kozielskiej, Rudach, Siedliskach i Turzu[12]
- Miejski Ośrodek Pomocy Społecznej w Kuźni Raciborskiej
- Przedszkole Nr 1 w Kuźni Raciborskiej z Oddziałem Zamiejscowym w Turzu
- Przedszkole Nr 2 w Kuźni Raciborskiej
- Przedszkole w Rudach
- Szkoła Podstawowa im. Jana Wawrzynka w Kuźni Raciborskiej
- Zakład Gospodarki Komunalnej i Mieszkaniowej  w Kuźni Raciborskiej
- Szkoła Podstawowa im. Jana III Sobieskiego w Rudach
- Gminny Ośrodek Turystyki i Promocji w Rudach

## Transport

### Drogowy
- Droga wojewódzka nr 919 (408 Sośnicowice – Rudy – Racibórz 45)
- Droga wojewódzka nr 920 (919 Rudy – Rybnik 78)
- Droga wojewódzka nr 921 (919 Rudy-Przerycie – Knurów – Zabrze 88)
- Droga wojewódzka nr 425 (919 Rudy – Kuźnia Raciborska – Bierawa 408)
- Droga wojewódzka nr 922 (919 Nędza – Kuźnia Raciborska 425)

Kuźnia Raciborska leży w odległości kilkudziesięciu kilometrów od autostrad A4 (E40) i A1 (E75).

### Kolejowy
- Stacja Kuźnia Raciborska

### Wodny
- Port Śródlądowy w Koźlu na Odrzańskiej Drodze Wodnej (ODW), przebiegającej przez gminę Kuźnia Raciborska

### Lotniczy
- Port lotniczy Ostrava-Mošnov (w odległości 73 km)

- Port lotniczy Katowice-Pyrzowice (81 km)
- Port lotniczy Kraków-Balice (126 km)

## Szlaki turystyczne
Przez gminę Kuźnia Raciborska przebiega kilka szlaków turystycznych:
 Szlak im. Polskich Szkół Mniejszościowych
 Szlak Husarii Polskiej
 Szlak Okrężny wokół Gliwic

## Sąsiednie gminy
Gmina Kuźnia Raciborska graniczy od północy z gminą Bierawa (województwo opolskie), od wschodu z gminami Pilchowice i Sośnicowice, od południa z miastem Rybnik i gminą Nędza. Granicę zachodnią wyznacza rzeka Odra, za którą leży gmina Rudnik oraz gminy woj. opolskiego: Cisek i Bierawa.